# 中国驻巴林大使馆
中华人民共和国驻巴林王国大使馆（阿拉伯语：سفارة جمهورية الصين الشعبية لدى مملكة البحرين），简称中国驻巴林大使馆，是中华人民共和国驻巴林王国的外交代表机构。

## 机构设置
中国驻巴林大使馆设置下列机构：
- 经商处
- 领事部